# Солёное (озеро, Благовещенский сельский округ)
Солёное — озеро в Благовещенском сельском округе Жамбылского района Северо-Казахстанской области Казахстана. Находится в 2 км к северо-востоку от села Благовещенка.
По данным топографической съёмки 1940-х годов, площадь поверхности озера составляет 5,71 км². Наибольшая длина озера — 3,4 км, наибольшая ширина — 2,4 км. Длина береговой линии составляет 9,5 км, развитие береговой линии — 1,1. Озеро расположено на высоте 142,4 м над уровнем моря.